# Varennes-le-Grand
Varennes-le-Grand este o comună în departamentul Saône-et-Loire, Franța. În 2009 avea o populație de 2.342 de locuitori.

## Evoluția populației
| An        | 1975  | 1982  | 1990  | 1999  | 2006  | 2009  |
| --------- | ----- | ----- | ----- | ----- | ----- | ----- |
| Populație | 1.014 | 1.181 | 1.298 | 2.058 | 2.269 | 2.342 |